# Матвеево-Курганская волость
Матве́ево-Курга́нская во́лость — историческая административно-территориальная единица Миусского, затем Таганрогского округа Области Войска Донского с центром в слободе Матвеев-Курган.
По состоянию на 1873 год состояла из слободы и 3 посёлков. Население — 2480 человек (1278 мужского пола и 1202 — женского), 361 дворовых хозяйств и 4 отдельных дворов.
Крупнейшие поселения волости:
- Матвеев-Курган — слобода у реки Миус в 80 верстах от окружной станицы и за версту от станции Матвеев Курган Курско-Харьковско-Азовской железной дороги, 1213 человек, 181 дворовое хозяйство и отдельный дом, в хозяйствах насчитывалось: 171 плуг, 246 лошадей, 250 пар волов, 1022 овцы;
- Новосёловка — посёлок у реки Миус за 70 верст от окружной станицы и за 6 верст от станции Матвеев Курган Курско-Харьковско-Азовской железной дороги, 617 человек, 95 дворовых хозяйств;
- Каменский-Андрианов — посёлок у реки Каменка за 80 верст от окружной станицы, 577 человек, 73 дворовых хозяйства и 3 отдельных дома;
- Курючинский — посёлок у реки Каменка за 86 верст от окружной станицы, 73 человека, 12 дворовых хозяйств.